# Fritz Bennhold
Fritz Bennhold (* 22. April 1865 in Görlitz, Provinz Schlesien; † 6. Januar 1949 in Halle (Saale)) war ein deutscher Verwaltungsjurist und Bergbeamter.

## Leben
Er war der Sohn des Geheimen Justizrates und Oberlandesgerichtsrates Bennhold und dessen Ehefrau geborene Hertzberg. Nach dem Besuch des Elisabethgymnasiums in Breslau studierte er Rechtswissenschaften an der dortigen Universität. Ab 1883 war er als Gerichtsreferendar in Schlesien tätig und wurde 1891 zum Gerichtsassistenten befördert. Am Oberbergamt Breslau war er daraufhin von 1892 bis 1893 Hilfsarbeiter. Als solcher wechselte er an das Oberbergamt Dortmund. Dort wurde er im Jahre 1899 zum Oberbergrat ernannt. In Dortmund blieb er bis 1907, als er einem Ruf an das Oberbergamt Halle/Saale folgte. Fritz Bennhold wurde im Jahre 1911 vortragender Rat im Ministerium für Handel und Gewerbe in Berlin. Er nahm von 1914 bis 1915 als Hauptmann der Landwehr am Ersten Weltkrieg teil und wurde 1916 Geheimer Oberbergrat. 1921 übernahm er als Berghauptmann kurzzeitig das Oberbergamt Halle/Saale, legte diese Funktion nieder, nachdem ihm die Geschäftsführung des Reichskohlenrates in der Weimarer Republik angeboten worden war. In dieser Zeit wurde er Mitglied des Aufsichtsrates von Hibernia, der Bergwerksgesellschaft Recklinghausen und der Preussag.

## Schriften (Auswahl)
- Bericht über die Lage der Kohlenwirtschaft, erstattet in der Sitzung des Reichskohlenrates vom 28. Juni 1921. Verlag Deutsche Kohlen-Zeitung, Berlin 1921.
- Gesetz, betreffend die Abänderung des Allgemeinen Berggesetzes vom 24. Juni 1865/1892 vom 5. Juli 1905. (G.-S. S. 265) (Sperre der Mutungen auf Steinkohle und Steinsalz). In: Fritz Bennhold (Hrsg.): Allgemeines Berggesetz für die preußischen Staaten : vom 24. Juni 1865 ; unter Berücksichtigung seiner durch die Gesetzgebung bis zum 1. Juli 1913 herbeigeführten Abänderungen und Ergänzungen nebst Anhang, enthaltend die zugehörigen Ausführungsbestimmungen und die einschlägigen Reichs- und Landesgesetze. Textausg. mit Anm. und Sachreg. Baedeker, Essen 1914 (uni-muenster.de [abgerufen am 14. April 2020]).

## Einzelnachweis
1. ↑  Oberberghauptmann a.D. E. Flemming: Nachruf Fritz Bennhold. In: Bergmännische Zeitschrift "Glückauf". Jahrgang 85 (1949), Heft 11/12, S. 214.

| Personendaten    | Personendaten                               |
| ---------------- | ------------------------------------------- |
| NAME             | Bennhold, Fritz                             |
| KURZBESCHREIBUNG | deutscher Verwaltungsjurist und Bergbeamter |
| GEBURTSDATUM     | 22. April 1865                              |
| GEBURTSORT       | Görlitz, Provinz Schlesien                  |
| STERBEDATUM      | 6. Januar 1949                              |
| STERBEORT        | Halle (Saale)                               |